# Hoplopleura aethomydis
Hoplopleura aethomydis är en insektsart som beskrevs av Kleynhans 1971. Hoplopleura aethomydis ingår i släktet Hoplopleura och familjen gnagarlöss. Inga underarter finns listade i Catalogue of Life.